# タケミネット
タケミネット（たけみねっと）は、インターネットテレビ番組のあっ!とおどろく放送局で放送されていたトークバラエティ番組である。

## 概要
毎週土曜日深夜0時～5時の生放送で、主にケイダッシュステージ所属の芸人・タレントが出演するトークバラエティ番組。2006年10月より放送。1時間ごとの分割構成であり、その都度に出演者と進行役が交代する。
スタジオの移転・改装に伴い2010年8月1日の放送を以って一旦休止されていたが、移転・改装が完了したことから2010年10月24日より放送が再開された。
2011年12月17日を以って4年10ヶ月の歳月を経て放送が終了した。

## 番組構成
0時台
- オープニングトーク
- 今週の1週間

各出演者が自作のイラストを使って、紙芝居形式で1週間の出来事をトークする。
1時台
- オンリータイム（2009年7月19日～）

その日の出演者たった一人で、1時間番組を進行する。稀に他の時間帯に行う場合もある。
オンリータイム出演者
| 放送日         | 出演者                  | 放送日         | 出演者                   | 放送日         | 出演者                     |
| -------------- | ----------------------- | -------------- | ------------------------ | -------------- | -------------------------- |
| 2009年7月19日  | HEY!たくちゃん          | 2009年7月26日  | 虹鱒・佐川               | 2009年8月9日   | ぺる                       |
| 2009年8月16日  | 三日月シュガー・瀬下    | 2009年8月23日  | 虹鱒・今田               | 2009年8月30日  | サボテンラッシュ・田中     |
| 2009年9月13日  | 桜井ちひろ              | 2009年9月20日  | ブリッジマウンテン・山口 | 2009年9月27日  | モンキーチャック・星飛雄馬 |
| 2009年10月11日 | UME-Z（矢じるし・梅津） | 2009年10月18日 | Hi-Hi・岩崎              | 2009年10月25日 | サボテンラッシュ・野口     |
| 2009年11月15日 | あやか                  | 2009年11月22日 | モンキーチャック・ちゃご | 2009年11月29日 | 連戦姉妹・れいな           |
| 2009年12月13日 | 矢じるし・井上          | 2009年12月20日 | 三日月シュガー・湯田     | 2009年12月27日 | タマシー関口               |
| 2010年1月10日  | HEY!たくちゃん          | 2010年1月17日  | ビックスモールン・チロ   | 2010年1月24日  | 高橋工房                   |
| 2010年1月31日  | ばうんど・赤川          | 2010年2月7日   | ばうんど・大畑           | 2010年2月21日  | 矢じるし・井上             |
| 2010年2月28日  | 高橋工房                | 2010年3月7日   | 虹鱒・佐川               | 2010年3月14日  | UME-Z（矢じるし・梅津）    |
| 2010年3月21日  | あやか                  | 2010年3月28日  | 虹鱒・今田               | 2010年4月11日  | Hi-Hi・岩崎                |
| 2010年4月18日  | ばうんど・大畑          | 2010年4月25日  | ブリッジマウンテン・山口 | 2010年5月2日   | サボテンラッシュ・野口     |
| 2010年5月9日   | 連戦姉妹・れいな        | 2010年5月16日  | （不明）                 | 2010年5月23日  | ビックスモールン・チロ     |
| 2010年5月30日  | 虹鱒・佐川              | 2010年6月6日   | あやか                   | 2010年6月13日  | サボテンラッシュ・田中     |
| 2010年6月20日  | 三日月シュガー・瀬下    | 2010年6月27日  | 布施貴美子               | 2010年7月11日  | ブリッジマウンテン・橋本   |
| 2010年7月18日  | ぺる                    | 2010年10月31日 | サボテンラッシュ・田中   | 2010年11月7日  |                            |
| 2010年11月14日 | トムブラウン・みちお    | 2010年11月21日 |                          | 2010年11月28日 | にゅ～とんず・神子         |
| 2010年12月5日  | にゅ～とんず・高丘      |                |                          |                |                            |

2時台
2時台は特にコーナーが決まっておらず、毎週違ったコーナーが進行される。
3時台
- ヤングタイム

4時台
- エンディングトーク

その日の出演者が全員集合しトークする。
- ホットカーペット

不定期で、ネタ見せ時の映像を流す「ホットカーペット」のコーナーとなることがある。

## 主な出演者
2009年以降に、主に出演した人を記載　※順不同、ゲスト出演除く
ケイダッシュステージ所属のタレント（不定期出演）
- 原口あきまさ
- 大輪教授
- Hi-Hi　上田・岩崎
- ぺる
- 相沢まき
- HEY!たくちゃん
- モンキーチャック　星飛雄馬・ちゃご
- 連戦姉妹　れいな・わかな
- 高橋工房
- 三日月シュガー　佐々木・湯田・瀬下
- サボテンラッシュ　田中・野口
- ブリッジマウンテン　橋本・山口
- ハマカーン　浜谷・神田
- ビックスモールン　ゴン・チロ
- 虹鱒　今田・佐川
- ばうんど　大畑・赤川
- 矢じるし　梅津(UME-Z)・井上
- あやか
- 桜井ちひろ
- あゆか
- くぼたみか
- 古川小百合
- 萩美香（2007年「ミス日本グランプリ」。2011年8月から登場）

ケイダッシュステージ以外のタレント
- 桜井こずえ - 2009年5月16日の放送をもって卒業
- タマシー関口 - 2010年1月10日の放送をもって卒業
- 小倉遥 - 2010年2月21日の放送をもって卒業
- 南知里 - 2010年8月の休止まで出演（主に第2土曜）し、2011年12月の最終回に再出演した。
- 村田綾 - 2010年8月の休止まで出演（主に第2土曜）し、2011年12月の最終回に再出演した。
- 松島瑠美 - 2010年8月の休止まで出演（主に第3土曜）
- 渕上彩夏 - 2010年8月の休止まで出演
- 布施貴美子 - 2011年12月の最終回まで出演し、ケイダッシュ以外のタレントの中で出演回数が最も多かった。